# جون دونالدسون
جون دونالدسون (بالإنجليزية: John Donaldson)‏ هو لاعب كرة قاعدة أمريكي، ولد في 5 مايو 1943 في تشارلوت في الولايات المتحدة.

## وصلات خارجية
- جون دونالدسون على موقعبيزبول رفرنس.كوم (الدوري الرئيسي) (الإنجليزية)
- جون دونالدسون على موقعبيزبول رفرنس.كوم (الدوري الثانوي) (الإنجليزية)
- جون دونالدسون على موقع الموسوعة البريطانية (الإنجليزية)